# Holbæk

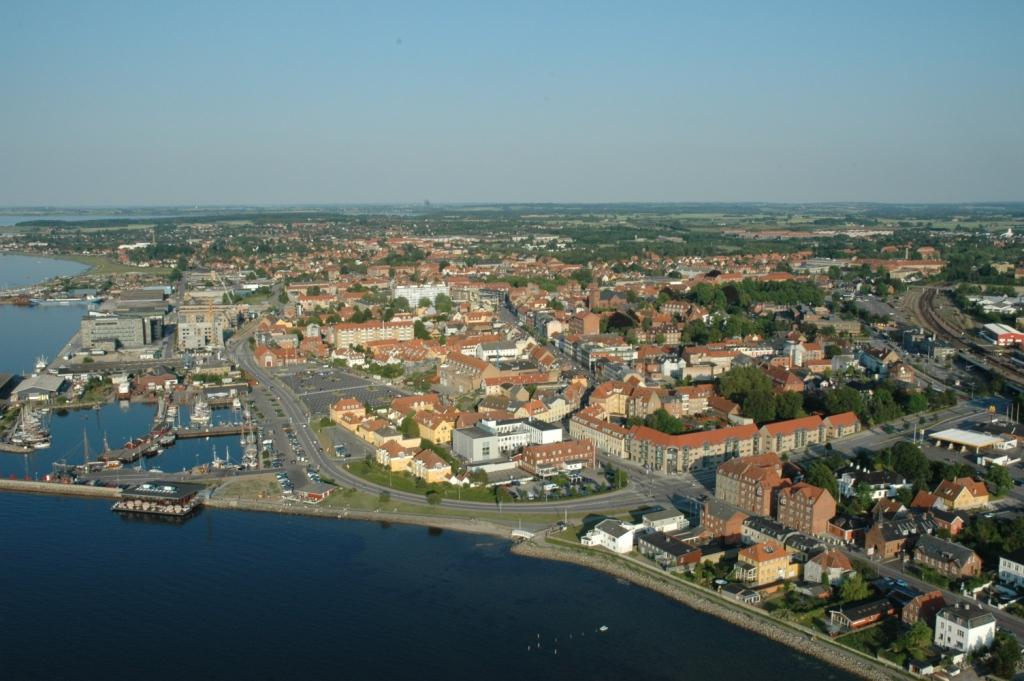
Vista aérea

Holbæk é um município da Dinamarca, localizado na região este,  na ilha de Sjælland, no condado de Vestsjaelland.
O município tem uma área de 159,47 km² e uma  população de 34 672 habitantes, segundo o censo de 2004. Fica nas margens do fiorde de Ise, tem estaleiros navais e explora a pesca.